# Seksualna inverzija (seksologija)
Seksualna inverzija jest naziv koji su rabili seksolozi, prvenstveno u kasnom 19. stoljeću i ranom 20. stoljeću, kada su govorili o homoseksualnosti. Vjerovalo se da je seksualna inverzija urođen obrat rodnih crta: muški su inverti bili, u većoj ili manjoj mjeri, naklonjeni tradicionalnim ženskim poslovima i odijevanju i obratno. Seksolog Richard Freiherr von Krafft-Ebing opisao je žensku seksualnu inverziju kao "muževnu dušu sadržanu u ženskim grudima". U svojem naglasku na obratu rodnih uloga teorija je seksualne inverzije sličila transrodnosti, koja u to vrijeme nije postojala kao zaseban koncept.
U početku ograničen na medicinske tekstove, koncept seksualne inverzije proširio se u javnosti nakon što je 1928. godine Radclyffe Hall objavila lezbijski roman Zdenac samoće (engl. The Well of Loneliness), koji je dijelom napisan radi popularizacije nazora seksologâ. Objavljen je s predgovorom seksologa Havelocka Ellisa, a u sebi je konzistentno rabio naziv "invert" u opisu svoje protagonistice, koja je veoma sličila jednom od Krafft-Ebingovih slučajeva.